# Christoph Forstner

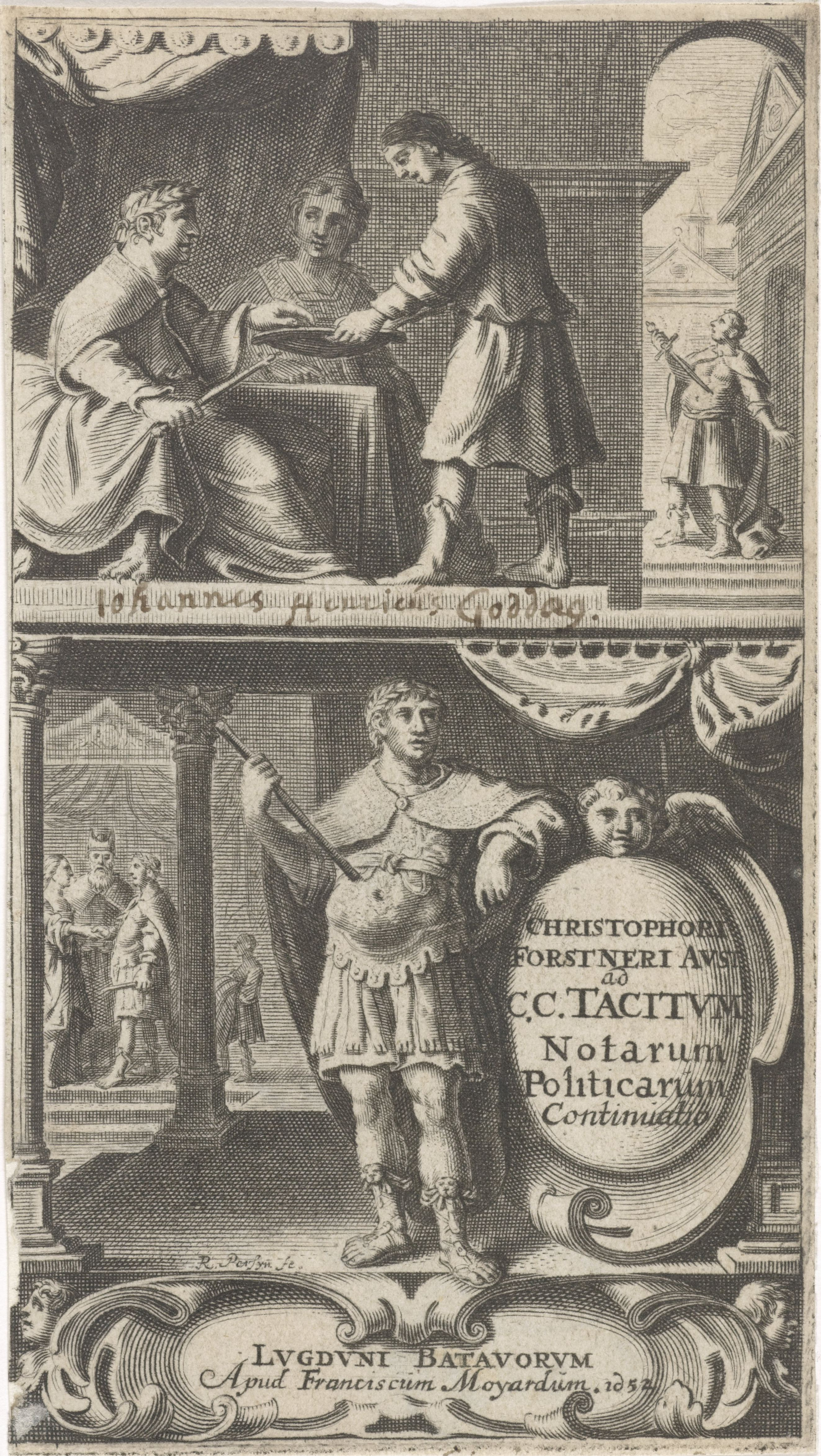
Christoph Forstner, Ad libros Annalium XI, XII, XIII, C. Cornelii Taciti, notæ politicæ, Leiden: Franciscus Moyaerd, 1652.

Christoph Forstner, eigentlich Christoph von Forstner (* 7. Oktober 1598 auf Schloss Birkenstein in Neufelden; † 29. Dezember 1667 in Mömpelgard) war ein hochrangiger württembergischer Beamter und Verfasser politischer Schriften. Von 1634 bis 1667 war er Kanzler der Grafschaft Württemberg-Mömpelgard. Er galt als bedeutender Tacitus-Kommentator, wobei ihm seine Doppelrolle als Gelehrter und Politiker zugutekam.

## Leben und Wirken
Sein Vater, Paul Forstner, war Oberamtmann auf Schloss Pürnstein, das der österreichisch-böhmischen Adelsfamilie Harrach gehörte. Er genoss nach einer Erziehung im evangelischen Umfeld seiner Heimat eine universitäre Ausbildung in Tübingen und Wien. Danach absolvierte er als Kavalierstour mehrjährige Reisen nach Italien und Frankreich.
In Tübingen war er Schüler von Thomas Lansius und Christoph Besold am Collegium Illustre bzw. an der Universität Tübingen, denen er auch seine erste Veröffentlichung widmete.
1625 gratulierte er mit einer Rede im Namen der in Padua studierenden Deutschen dem neuen Dogen Giovanni I. Corner zu dessen Amtseinführung. Forstner wurde daraufhin in den St. Marcus-Orden aufgenommen. Einen Ruf Kardinal Melchior Khlesls und anderer hoher Staatsbeamter zur Aufnahme des Dienstes für den Römisch-deutschen Kaiser schlug er aus, weil damit der Übertritt zum katholischen Glauben unvermeidlich gewesen wäre. An den kaiserlichen Hof in Wien und zum Reichstag nach Regensburg gelangte er bald darauf als Gesandter des Hauses Hohenlohe.
1630 berief ihn der württembergische Kanzler Jakob Löffler die Stelle als Mömpelgardischer Vizekanzler an, drei Jahre später wurde er Kanzler und bekleidete dieses Amt 33 Jahre lang bis zu seinem Tod. Bei seiner Teilnahme an Gesandtschaften der württembergischen Herzöge nach Frankreich und zu den westfälischen Friedensverhandlungen leistete er hervorragende Dienste und wurde dafür mit dem Lehen Dambenoy bei Mömpelgard belohnt.

## Familie
Forstner und seine Nachkommen bezeichneten sich nach dem Gutsbesitz auch als Forstner von/zu Dambenois bzw. Dambenoy.

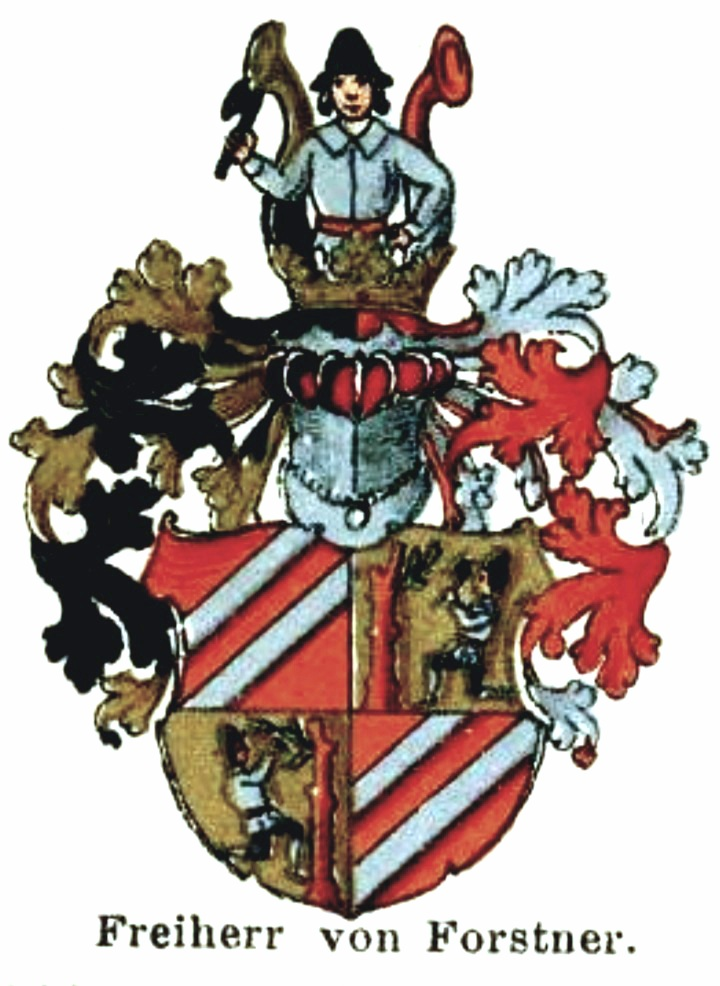
Familienwappen derer von Forstner (zu Dambenoy)

Sein jüngerer Bruder, Wolfgang von Forstner (* 27. Juni 1620; † 9. September 1680) wurde 1655 württembergischer Oberrat und Hofmeister von Johann Friedrich von Württemberg, 1664 markgräflich baden-durlachischer Hof- und Eherichter, 1670 württembergischer Kammermeister, Obervogt zu Urach und 1677 geheimer Regimentsrat.
Ein Sohn von Christoph Forstner, Ludwig Christoph († 1690) war mömpelgardischer Kammermeister und geheimer Regierungsrat, ein weiterer Sohn, Heinrich Friedrich von Forstner († 1687) war Hofmarschall am baireuthischen und später am württembergischen Hof. Dessen Sohn, Georg Friedrich von Forstner († 1717 in Mailand), wurde gemeinsam mit Herzog Eberhard Ludwig von Württemberg erzogen und als dessen Vertrauter Kammerjunker, Haushofmeister und 1708 Oberhofmarschall. Er verließ 1716 den Hof des Herzogs im Streit, wegen der politischen Ränkespiele von dessen Mätresse Wilhelmine von Grävenitz, und veröffentlichte zahlreiche kompromittierende Texte gegen das württembergische Fürstenhaus. Sein Vermögen wurde auf Veranlassung der Grävenitz konfisziert und das Familienarchiv vernichtet. Der plötzliche Tod 1717 in Mailand, ließ  damals Gerüchte um einen Giftmord aufkommen. Georg Friedrichs Schwester war Hofdame in Darmstadt, wo sie einige Zeit eine Liaison mit Landgraf Ernst Ludwig hatte.

## Publikationen
- Hypomnematum Politicorum Centuria, 1623, gewidmet Thomas Lansius und Christoph Besold
- Ad Corneliu Tacitu, Notae politicae, 1628
- Epistola de Comitiis Electoralibus Ratisbonae 1631 celebratis
- Epistola negotium Pacis Osnabrugo-Monasteriensis concernentes
- Epistola sive Judicium de moderno Imperii Statu

u. a.